# Suzy Nakamura
Susan Aiko Nakamura er en amerikansk skuespiller og komiker. Nakamura har en hovedrolle i Dr. Ken og har også haft mange mindre roller i amerikanske sitcoms såsom How I Met Your Mother, According to Jim, og Curb Your Enthusiasm.
Hendes første film rolle var som Irene Kawai i Rea Tajiris Strawberry Fields (1994)

## Filmografi

### Film
| År   | Titel                            | Rolle                     | Noter |
| ---- | -------------------------------- | ------------------------- | ----- |
| 1997 | Strawberry Fields                | Irene Kawai               |       |
| 1998 | Deep Impact                      | Jennys assistent          |       |
| 1999 | Treasure Island                  | Yo-Ji                     |       |
| 1999 | 8mm                              | Computerekspert           |       |
| 2000 | Timecode                         | Connie Ling               |       |
| 2002 | Stark Raving Mad                 | Betty Shin                |       |
| 2002 | Barrier Device                   | Serena                    |       |
| 2003 | Malibu's Most Wanted             | Soon-Yee Baxter Hernandez |       |
| 2004 | Dodgeball: A True Underdog Story | Gordons kone              |       |
| 2005 | Must Love Dogs                   | Mai                       |       |
| 2005 | The 40-Year-Old Virgin           | Speeddater                |       |
| 2006 | For Your Consideration           | Første AC                 |       |
| 2007 | American Zombie                  | Judy                      |       |
| 2007 | Du Almægtige, Evan               | Medarbejder               |       |
| 2008 | Spy School                       | Ms. Bleckner              |       |
| 2014 | Horrible Bosses 2                | Kim                       |       |

### TV
| År        | Titel                                          | Rolle                    | Noter                                               |
| --------- | ---------------------------------------------- | ------------------------ | --------------------------------------------------- |
| 1996      | Common Law                                     | Suzy Yamamoto            | 2 episoder                                          |
| 1997      | The Player                                     | Robbie Lawless           | Pilotafsnit                                         |
| 1998      | The Closer                                     | Beverly Andolini         | 10 episoder                                         |
| 1999-2000 | Præsidentens mænd                              | Cathy                    | 9 episoder                                          |
| 2000      | Daddio                                         | Holly Martin             | 14 episoder                                         |
| 2002      | Imagine That                                   | Rina Oh                  | 6 episoder                                          |
| 2002      | I Got You                                      |                          | Pilotafsnit                                         |
| 2002      | Curb Your Enthusiasm                           | Assisterende leder       | 5 episoder                                          |
| 2002-2006 | Half & Half                                    | Tina                     | 10 episoder                                         |
| 2003      | Abby                                           | Carol                    | Episode: "Ted & Carol & Will & Abby"                |
| 2003      | All of Us                                      | Lærer nr. 1              |                                                     |
| 2004      | Good Morning, Miami                            | Carol                    |                                                     |
| 2004      | The King of Queens                             | Molly                    | Episode: "Name Dropper"                             |
| 2004-2005 | Fingrene væk fra min teenagedatter             | Mrs. Krupp               |                                                     |
| 2005      | Confessions of a Dog                           |                          | Pilotafsnit                                         |
| 2005      | According to Jim                               | Yoki Hirasaki            | Episode: "The Competition"                          |
| 2006      | Worst Week of My Life                          | Megan                    | Pilotafsnit                                         |
| 2006-2007 | The Minor Accomplishments of Jackie Woodman    | Carol Rinaldi            | 4 episoder                                          |
| 2006-2007 | Help Me Help You                               | Inger                    | 12 episoder                                         |
| 2007      | Insatiable                                     |                          | Pilotafsnit                                         |
| 2008      | Grey's Anatomy                                 | Jenn Smith               | Episode: "Here Comes the Flood"                     |
| 2008      | My Name is Earl                                | Phyllis Woohoo           | Episode: "Joy in a Bubble"                          |
| 2008      | True Jackson, VP                               | Cricket                  | Episode: "Pilot"                                    |
| 2009      | It's Always Sunny in Philadelphia              | Tabitha                  | Episode: "The Gang Gives Frank an Intervention"     |
| 2009-2010 | 10 Things I Hate About You                     | Rektor Holland           | 6 episoder                                          |
| 2009-2010 | Modern Family                                  | Dr. Miura                | Episoder: "Run For Your Wife", "Fears"              |
| 2009      | Private Practice                               | Margeret Delhom          | Episode: "Sins of The Father"                       |
| 2010-2011 | Men of a Certain Age                           | Elissa                   | 3 episoder                                          |
| 2010      | Bones                                          | Carrie Turner            | Episode: "The Death of the Queen Bee"               |
| 2010      | Castle                                         | Jennifer Wong            | Episode: "Food to Die For"                          |
| 2011      | How I Met Your Mother                          | Dr. Kirby                | Episode: "A Change of Heart"                        |
| 2012-2013 | Go On                                          | Yolanda                  | 22 episoder                                         |
| 2013      | Melissa & Joey                                 | Elyse                    | Episode: "Something Happened"                       |
| 2014      | Liv and Maddie                                 | Tammy                    | Episode: "Switch-a-Rooney"                          |
| 2014      | Bad Teacher                                    | Mrs. Hu                  | Episode: "A Little Respect"                         |
| 2014-2018 | The Goldbergs                                  | Mrs. Kim                 | 4 episoder                                          |
| 2015      | Togetherness                                   | Xan                      | Episode: "Kick the Can"                             |
| 2015      | Bob's Burgers                                  | Yuki                     | Episode: "Hawk & Chick"                             |
| 2015-2019 | Veep                                           | Anna                     | Episoder: "Mommy Myer", "Discovery Weekend", "Veep" |
| 2015      | Whole Day Down                                 | Saint Anne               | 6 episoder                                          |
| 2015-2017 | Dr. Ken                                        | Allison Park             | Hovedrolle (44 episoder)                            |
| 2017      | How to Beat Your Sister-in-Law (at everything) | Suzy                     | Episoder: "Puppy Love", "Flyered Up the Ass         |
| 2017      | 9JKL                                           | Leder af casting         | Episode: "TV MD"                                    |
| 2018      | Black-ish                                      | Dr. Irma                 | Episoder: "Dream Home", "Fifty-Three Percent"       |
| 2018      | Station 19                                     | Susan                    | Episode: "Every Second Counts"                      |
| 2018      | Elementary                                     | Dr. Bridget Tanaka       | Episode: "Through the Fog"                          |
| 2018      | All About the Washingtons                      | Mrs. Chadwick            | Episode: "Papa Said Log You Out"                    |
| 2019-     | Dead to Me                                     | Karen                    | Tilbagevendende rolle                               |
| 2019      | Harley Quinn                                   | Ejendsomsmægler (stemme) | Episode: "Being Harley Quinn"                       |
| 2019-     | Tacoma FD                                      | Linda Price              | Tilbagevendende rolle                               |
| 2020      | Avernue 5                                      | Iris Kimura              |                                                     |
| 2020      | The Neighborhood                               | Dr. Chen                 | Episode: "Welcome to Couple's Therapy"              |
| 2021      | Snowfall                                       | Irene Abe                | Tilbagevendende rolle i sæson 4                     |
| 2021      | Ten Year Old Tom                               | Amanda (stemme)          | Episoder: "Tom Urinates on Boston/ First Responder" |
| 2021-     | Inside Job                                     | Tamiko Ridley (stemme)   | Tilbagevendende rolle                               |